# زيطوط
زَيْطوط أو أكسية (الاسم العلمي Ixia) جنس نباتات بصلية من فصيلة السوسنية أنواعه المعروفة عديدة جميعها تزيينية وصناعية.
وهي نباتات أصيلة في جنوب أفريقيا. أوراقها قرصية الانتشاب مستطيلة، نصلها ضيق الصفحة الجامدة المنتصبة. شماريخها الزهرية تطول من 30 إلى 100 سم. ازهرارها سنبلي أو عذقي التجميع. ازهارها جميلة الشكل والالوان الزاهية. يستخرج من بصلها عصارة لزجة.